# 風三郎神社
風三郎神社（かぜのさぶろうじんじゃ）は、長野県中川村大草黒牛にある神社である。

## 概要
允恭天皇朝の御代に嵐が五日続き、そこで赤津比売古命の4世孫・八十上都彦が大御食社神に祈ると、「大草里黒牛に坐ます風の神の祟りなり。 この神を祀らば穏ひならむ」との神託を給ったため、武彦と岩瀬、味見命の後裔である阿智の宮主の牛足彦と共に供物を捧げ、称辞申し挙げたところ、七日の次の日に穏やかになったと伝わる。これが神社創建の由来とされる。奥社は、ここより数百ｍ東北の山腹・巌洞の中にある。

## 祭神
- 級長津彦命（しなつひこのみこと）
- 級長戸辺神（しなとべのみこと）

龍田大社の社伝や祝詞では、志那都比古神（しなつひこのかみ）、志那都比売神（しなつひめのかみ）とあり、志那都比古神は男神、志那都比売神は女神とされる。

## 歴史
- 地元の言い伝えでは、風の神は獅子が嫌いで、神楽獅子や越後獅子が宮の入坂より奥へ上がったことがなく、坂から上に登れば暴風を起こすと言う。1872年（明治5年）、岩穴に入り粗末に扱ったため大暴風になったと伝わる。
- 昭和16年（1941年）「風三郎神社」の碑が黒牛耕地十五人によって建てられた。

## 交通
- 最寄駅：東海旅客鉄道（JR東海）飯田線伊那本郷駅
- 高速道：中央自動車道松川インターチェンジ